# Tremolo (guitar)
 For alternative betydninger, se Tremolo. (Se også artikler, som begynder med Tremolo)
En tremolo er en "stang" på en guitar, der giver en kraftigt vibrerende lyd, når man hiver i den. Dette er faktisk en ukorrekt brug af ordet, en brug der stammer tilbage til Fenders Stratocaster. I musikken betyder tremolo en oscillerende ændring i lydstyrken af et instrument. Den variation i tonen som en guitar-tremolo giver, hedder vibrato. For at gøre situationen endnu mere forvirrende, hedder de tidlige Fender-forstærkere der har en tremolo-funktion (lydstyrke-oscillation) "Vibrato".